# Szerda
Szerda: a kedd és a csütörtök közé eső nap, a hét harmadik napja. (Azokban az országokban, ahol a hét a vasárnappal kezdődik, ott a negyedik.)
Az elfogadott értelmezés szerint a magyar 'szerda' szó szláv eredetű. A szláv nyelvekben etimológiailag a 'közép' jelentésű szóra vezethető vissza, ami arra utal, hogy a hét közepe. Körmendi Ferenc ezzel szemben arra hívja fel a figyelmet, hogy szerda szavunk a türk nyelvekben is megvan.
Az asztrológiában a szerdát a Merkúr bolygóhoz, illetve az azt megszemélyesítő Merkúr római istenhez (görög megfelelője Hermész) kötik.

## A szerda más nyelvekben
Azokban az országokban, ahol a hét a vasárnappal kezdődik, a hét negyedik napja a szerda.
Újlatin nyelvekben
- olasz:	mercoledì
- spanyol: miércoles
- francia: mercredi
- román:	miercuri
- katalán: dimecres

Germán nyelvekben
- angol:	Wednesday
- német:	Mittwoch
- holland:	woensdag
- svéd:	onsdag
- norvég: 	onsdag
- dán:	onsdag

Szláv nyelvekben
- orosz:	среда
- bolgár: сряда
- lengyel: środa
- cseh: středa
- szlovák: streda
- horvát: srijeda